# Fuirena claviseta
Fuirena claviseta är en halvgräsart som beskrevs av Albert Peter. Fuirena claviseta ingår i släktet Fuirena och familjen halvgräs. Inga underarter finns listade i Catalogue of Life.